# マーク・サーニー

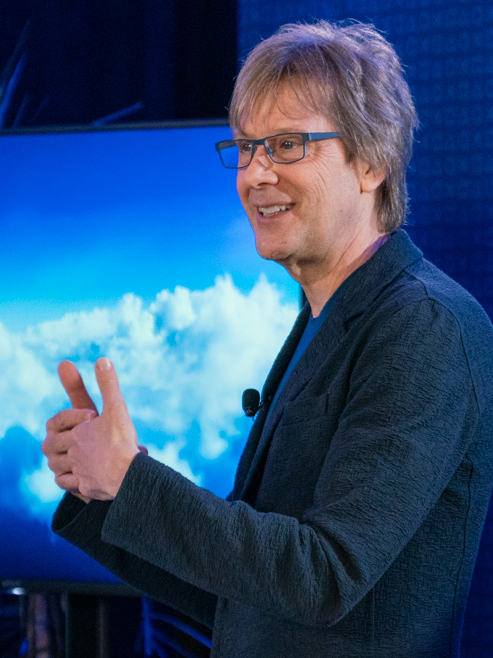
2025年撮影

マーク・サーニー（Mark Cerny、1964年8月24日 - ）はアメリカ合衆国のゲームデザイナー兼プログラマでありゲームプロデューサー。サーニーゲームズ社長。

## 概要
かつては『ディフェンダー』や『ミサイルコマンド』で育った生粋のゲーム少年。特に前者の作品において、全米初の999,999点から0点へのループを達成しており、それがきっかけでアタリ社の面接にこぎつけたという逸話を持つ。
自身の多くの経験から「成すべき事、成さざるべき事 (do's and don'ts)」を理論体系化し、独自のゲーム開発手法と組織運営理論、ゲーム製作哲学を包括するサーニー・メソッドを実践し、今ではビデオゲーム開発業界で標準的な手法として浸透している。またソニーとのパートナーシップを通じ歴代PlayStationの開発にも関わり、自身も幾多の作品を生み出している。
2013年2月20日（東部標準時）にニューヨークで行われたイベント「PlayStation Meeting 2013」で、PlayStation 4のリードアーキテクトとしてプレゼンテーションを行った。
2020年3月19日、日本時間午前1時に海外のPlayStation Blogで公開された動画にて、PlayStation 5のリードアーキテクトとしてシステム設計に関する技術解説を行った。
日本のセガで働いている際に独学で日本語、日本文化を学んだ。配偶者も日本人である。

## 年表・略歴
- 13歳で入学し17歳でカリフォルニア大学バークレー校を中退（中退理由はアタリに招かれたため）。
- 1982年 - アタリに入社。最初に関わった作品は『メジャーハボック』。『マーブルマッドネス』には18歳の時にデザイナー、共同プログラマーとして関わり大きな成功を収める。
- 1985年 - 来日。セガに入社。
- 1990年 - アメリカに帰国。Sega Technology Instituteを設立。『ソニック・ザ・ヘッジホッグ2』や『カメレオンキッド』を製作。
- 1992年 - クリスタルダイナミクスに入社。『クラッシュアンドバーン』、『トータルエクリプス』等を製作。
- 1994年 - ユニバーサルインタラクティブスタジオを設立。『クラッシュ・バンディクー』シリーズ5作品を製作。総合プロデューサー。
- 1998年 - サーニーゲームズを設立。『スパイロ・ザ・ドラゴン』シリーズを製作。
- 2001年 - 『ジャック×ダクスター』を製作。
- 2002年 - 『ラチェット&クランク』をゲームデザインコンサルタントとして開発。
- 2013年 - PlayStation 4リード・システムアーキテクトとして登壇。『KNACK』を発表。
- 2020年 - PlayStation 5リード・システムアーキテクトとして登壇。
- 2024年 - PlayStation 5 Proの新技術「PlayStation Spectral Super Resolution」をプレゼンテーションするために登壇[3]。

## 受賞
- 2004年 - 第4回ゲーム・デベロッパーズ・チョイス・アワード特別功労賞（Lifetime Achievement Award）
- 2010年 - The Academy of Interactive Arts & Sciences(AIAS)第13回目で殿堂入り。受賞の際に「現代のダ・ヴィンチに最も近い人物」と称された。

## 主な参加作品
- ソニック・ザ・ヘッジホッグ2
- メジャーハボック
- マーブルマッドネス
- クラッシュ・バンディクー
- クラッシュ・バンディクー2
- クラッシュ・バンディクー3
- クラッシュ・バンディクー レーシング
- クラッシュ・バンディクー カーニバル
- スパイロ・ザ・ドラゴン
- スパイロ×スパークス トンでもツアーズ
- スパイロ3
- カメレオンキッド
- ディスラプター
- ジャック×ダクスター
- ジャック×ダクスター2
- クラッシュアンドバーン
- トータルエクリプス
- ラチェット&クランク
- ラチェット&クランク2
- ラチェット&クランク3
- ラチェット&クランクFUTURE
- アンチャーテッド エルドラドの秘宝
- アンチャーテッド 黄金刀と消えた船団
- レジスタンス -人類没落の日-
- レジスタンス2
- インファマス 悪名高き男
- キルゾーン2
- KNACK
- Marvel's Spider-Man
- DEATH STRANDING

など